# Narcissus jonquilla subsp. cordubensis
Narcissus jonquilla subsp. cordubensis és una subespècie de planta bulbosa que pertany a la família de les amaril·lidàcies que és endèmica de la península Ibèrica. Es classifica en el grup tres, que són els narcisos de copa petita. D'origen conreat amb flor gran i solitària. La copa és més curta que un terç de la longitud dels pètals.
El nom genèric Narcissus fa referència al Narcís de la mitologia grega, Νάρκισσος (Narkissos), fill del déu riu Cefís i de la nimfa Liríope; que es distingia per la seva bellesa. El nom deriva de la paraula grega: ναρκὰο, narkào (= narcòtic) i es refereix a l'olor penetrant i embriagant de les flors d'algunes espècies. Alguns, però, sostenen que la paraula deriva del mot persa: نرگس, que es pronuncia nargis i que indica que aquesta planta és embriagadora. Cordubensis és un epítet geogràfic que al·ludeix a la seva localització a Còrdova.